# Karl Friedrich Vierordt

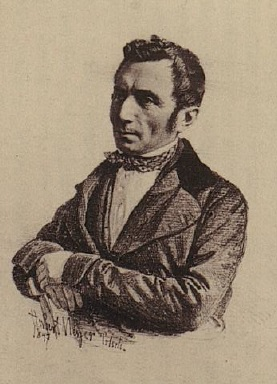
Porträt des Karl Friedrich Vierordt

Karl Friedrich Vierordt (* 18. November 1790 in Karlsruhe; † 19. Dezember 1864 ebenda) war ein deutscher Theologe, Pädagoge und Historiker.

## Leben
Vierordt war Sohn des Kammerrats Ernst Jakob Vierordt († 1810). Er besuchte bis 1808 das Karlsruher Lyzeum. Anschließend ging er dem Wunsch der Eltern und Johann Peter Hebels, einer seiner Lehrer und ein Freund der Familie, entsprechend an die Universität Heidelberg zum Studium der Theologie. An das Studium folgte ab 1811 das Vikariat in Weisweil. Von dort ging er nach Yverdon-les-Bains. Dort lehrte er an der Schule des Schulreformers Johann Heinrich Pestalozzi. Nachdem er in Neuenburg in der Schweiz als Hauslehrer tätig war und als Vikar in Diersheim wurde er 1816 Subdiakon sowie Lehrer am Pädagogium Lahr.
Vierordt wechselte, zum Diakon befördert, als Lehrer an seine Heimatschule, an das Karlsruher Lyzeum. Dort wurde er 1823 zum Professor ernannt. 1838 berief man ihn zum Mitglied der evangelischen Kirchen- und Prüfungskommission in Baden. Im Jahr 1855 übernahm er die Rektorenstelle an der Schule. Zu seinem Dienstjubiläum 1856 wurde er von Friedrich I. zum Geheimen Hofrat ernannt und zudem durch die Theologische Fakultät der Universität Heidelberg mit der Ehrendoktorwürde (Dr. theol. h.c.) ausgezeichnet. Im Jahr 1860 trat er in den Ruhestand und bekam nach 1862 das Ritterkreuz des Ordens vom Zähringer Löwen verliehen.
Vierordt hegte bereits früh ein Interesse für die Geschichte, führte seine jedoch Forschungen hauptsächlich in seiner Freizeit aus. Erst 1832 wurde er auch Lehrer der Geschichte am Lyzeum und erst 1844 erhielt er Zugang zum Bayerischen Hauptstaatsarchiv.
Der Physiologe Karl von Vierordt war sein Sohn und der Medizinhistoriker Hermann Vierordt war sein Enkel.

## Werke (Auswahl)
- De Johanne Ungero, Pforzhemiensi, Philippi Melanchthonis præceptore. Malsch und Vogel, Karlsruhe 1844.
- Geschichte der Reformation im Großherzogthum Baden. Braun, Karlsruhe 1847.
- Geschichte der evangelischen Kirche in dem Großherzogthum Baden. 2 Bände, Braun, Karlsruhe 1847–1856.
- Geschichte der im Jahre 1724 aus Durlach nach Karlsruhe verpflanzten Mittelschule. 2 Bände, Braun, Karlsruhe 1858–1859.
- Badische Geschichte bis zum Ende des Mittelalters. Laupp, Tübingen 1865 (posthum von Bernhard Kugler herausgegeben).